# Jonathan Elgoyhen
Pas d'image ? Cliquez ici

a Compétitions nationales et continentales officielles uniquement.

Dernière mise à jour le 16 septembre 2012.
Jonathan Elgoyhen, né le 18 décembre 1987, est un joueur français de rugby à XV qui évolue aux postes de troisième ligne aile, de troisième ligne centre ou de deuxième ligne.

## Biographie
Jonathan Elgoyhen commence sa carrière à l'US Josbaig puis rejoint la Section paloise en minimes. Il porte les couleurs paloises en cadet et en junior il intègre son centre de formation et est remplaçant dans l'équipe première. En 2008, il signe son premier contrat pro avec l'AS Béziers, avant de rejoindre le CA Brive en 2009, l'US Montauban en 2011 et de rejoindre le FCAG AUCH-Gers et la Pro D2 pour la saison 2013-2014.